# Ptenogonostreptus unilineatus
Ptenogonostreptus unilineatus är en mångfotingart som beskrevs av Christoph D. Schubart 1945. Ptenogonostreptus unilineatus ingår i släktet Ptenogonostreptus och familjen Spirostreptidae. Inga underarter finns listade i Catalogue of Life.